# Eric del Castillo Lindo
Eric del Castillo Lindo (31 de mayo de 2007) es un jugador de baloncesto español que ocupa la posición de alero. Con 1,98 metros de estatura, pertenece a la plantilla del CB Prat de Segunda FEB, en dinámica de la cantera del Joventut de Badalona.

## Trayectoria
Se formó en las categorías inferiores del Joventut de Badalona, figurando en las plantillas de Júnior/EBA del club. Con el equipo U18 verdinegro disputó el Adidas Next Generation Tournament de la Euroliga (sedes de 2024–25 y 2023–24), en el que promedió 10,5 puntos, 4,5 rebotes y 1,8 asistencias por encuentro entre ambas ediciones.
En la temporada 2024–25 se incorporó al CB Prat para competir en Segunda FEB, equipo vinculado a la estructura del Joventut de Badalona. Medios locales lo señalan como jugador de Arenys de Mar (Barcelona).

## Selección nacional
Internacional en categorías de formación con España, fue campeón de Europa U16 en 2023 (Skopje), disputó la Copa del Mundo U17 de 2024 (7.º puesto), y logró el oro en el EuroBasket U18 de 2025 en Belgrado, en una final frente a Francia decidida por un triple en los instantes finales.

## Estadísticas con la selección
| Competición                                 | Año  | PJ | Min   | Pts | Reb | Asis | Rob | Tap |
| ------------------------------------------- | ---- | -- | ----- | --- | --- | ---- | --- | --- |
| Europeo Sub-16 (Div. A)                     | 2023 | 7  | 14:49 | 2,9 | 2,4 | 1,3  | 0,7 | 0,4 |
| Mundial Sub-17                              | 2024 | 7  | 11:46 | 3,3 | 3,0 | 0,3  | 0,9 | 0,9 |
| Europeo Sub-18 (Div. A)                     | 2025 | 7  | 21:06 | 4,7 | 3,9 | 1,4  | 0,6 | 0,6 |
| Fuente: FIBA (perfiles de torneo) y RealGM. |      |    |       |     |     |      |     |     |

## Palmarés
- Oro – EuroBasket U18 (2025, Belgrado).[8]
- Oro – EuroBasket U16 (2023, Skopje).[6]